# Yutaka Akita
Yutaka Akita (japansk: 秋田豊; født 6. august 1970) er en tidligere japansk fodboldspiller. Han spillede for Japans fodboldlandshold ved 1998 og VM i fodbold 2002. 

## Japans fodboldlandshold
| Japans landshold | Japans landshold | Japans landshold |
| År               | Kmp              | Mål              |
| ---------------- | ---------------- | ---------------- |
| 1995             | 2                | 1                |
| 1996             | 2                | 0                |
| 1997             | 16               | 2                |
| 1998             | 10               | 0                |
| 1999             | 7                | 0                |
| 2000             | 0                | 0                |
| 2001             | 0                | 0                |
| 2002             | 3                | 0                |
| 2003             | 4                | 1                |
| Total            | 44               | 4                |